# ماهی‌گیرک کوچک تاجدار
 ماهی‌گیرک کوچک تاجدار (نام علمی: Aethia cristatella) نام یک گونه از سرده ماهی‌گیرک کوچک است.